# 13 Eskadra Lotnictwa Transportowego
13 Krakowska Eskadra Lotnictwa Transportowego im. ppłk. Stanisława Jakuba Skarżyńskiego (13 eltr) – pododdział lotnictwa transportowego Sił Powietrznych.

## Historia eskadry
Na podstawie rozkazu Nr 307 szefa Sztabu Generalnego Wojska Polskiego z 23 października 2000 roku 13 Pułk Lotnictwa Transportowego stacjonujący na lotnisku Kraków-Balice został przeformowany, w terminie do 31 grudnia 2000 roku, w 13 Eskadrę Lotnictwa Transportowego. Zadaniem eskadry było wykonywanie lotów dyspozycyjnych i transportowych dla wszystkich rodzajów wojsk.
31 marca 2004 Minister Obrony Narodowej nadał eskadrze nazwę wyróżniającą „Krakowska”.
Na podstawie decyzji Nr Z-67/Org./P-1 Ministra Obrony Narodowej z 22 września 2006 roku eskadra została włączona w skład 3 Korpusu Obrony Powietrznej.
Na podstawie decyzji Nr Pf-51/Org. Ministra Obrony Narodowej z 18 sierpnia 2008 roku eskadra została włączona w skład 3 Brygady Lotnictwa Transportowego, a w następnym roku w skład 3 Skrzydła Lotnictwa Transportowego.
1 lipca 2010 roku, 13 Krakowska Eskadra Lotnictwa Transportowego została włączona w skład 8 Bazy Lotnictwa Transportowego w Krakowie.

## Wyposażenie
13 pułk posiadał następujące samoloty: Ił-14 „Crate”, Li-2, An-2 „Colt”.
W roku 1972 otrzymano dodatkowo An-26 „Curl” oraz An-12 „Cub”.
W latach 1993–94 włączono śmigłowce Mi-2, wykonujące zadania dla Krakowskiego Okręgu Wojskowego.
W roku 1994 pułk otrzymał samoloty An-28 „Cash”.
Podstawowymi samolotami 13 eskadry były samoloty transportowe CASA C-295M. Samolot o nr 019 został utracony w wyniku katastrofy lotniczej w Mirosławcu 23 stycznia 2008.
Eskadra posiadała również samoloty PZL M28PT, PZL M-28B oraz An-2.

## Tradycje
Na podstawie decyzji Nr 140/MON Ministra Obrony Narodowej z 3 czerwca 2002 roku 13 eltr przejęła i z honorem kontynuowała tradycje:
- Pierwszej Eskadrylli Bojowej (1918)
- 5 Eskadry Krakowskiej (1918-1921)
- 10 Eskadry Wywiadowczej (1921)
- 2 Pułku Lotniczego (1921-1939)
- 308 Dywizjonu Myśliwskiego „Krakowskiego” (1940-1946)
- 13 Samodzielnego Pułku Lotnictwa Transportowego (1944-1945)
- 55 Pułku Lotnictwa Transportowego (1963-1967)
- 13 Pułku Lotnictwa Transportowego (1967-2000)

## Dowódcy
- płk dypl. pil. Sławomir Żakowski (2001-2005)
- ppłk dypl. pil. Leszek Leśniak (2005-2008)
- ppłk dypl. pil. Dariusz Janiszek (2008-2010)